# Ủy ban Dịch vụ Vũ trang Thượng viện Hoa Kỳ

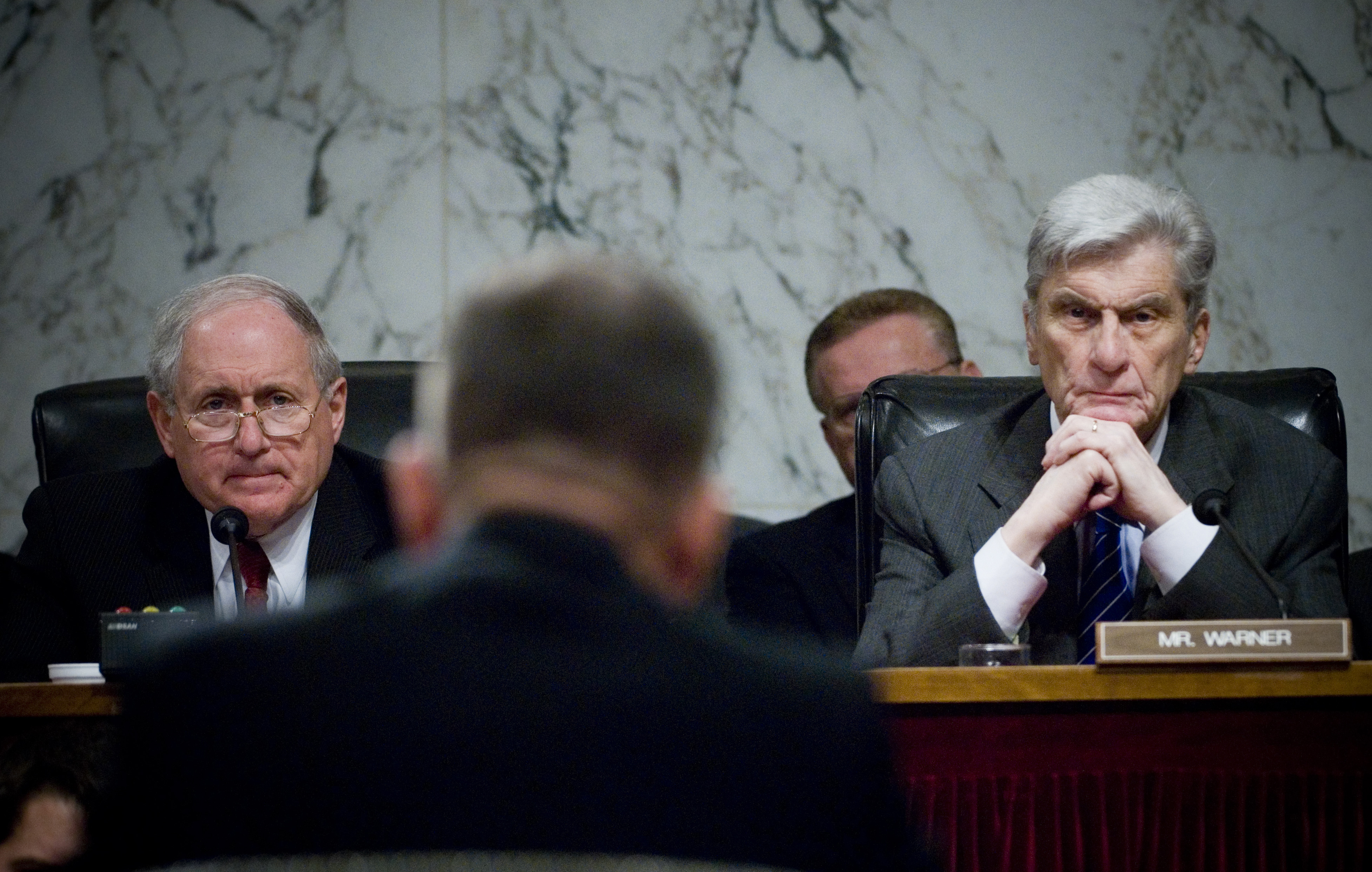
Chủ tịch Carl Levin (D-MI) và Thành viên Xếp hạng John Warner (R-VA) lắng nghe phiên điều trần xác nhận Đô đốc Mike Mullen trước Ủy ban Dịch vụ Vũ trang để trở thành Chủ tịch Hội đồng Tham mưu trưởng Liên quân vào tháng 7 năm 2007. Ủy ban Dịch vụ Vũ trang là nơi thảo luận chính liên quan đến quân đội Hoa Kỳ tại Thượng viện.

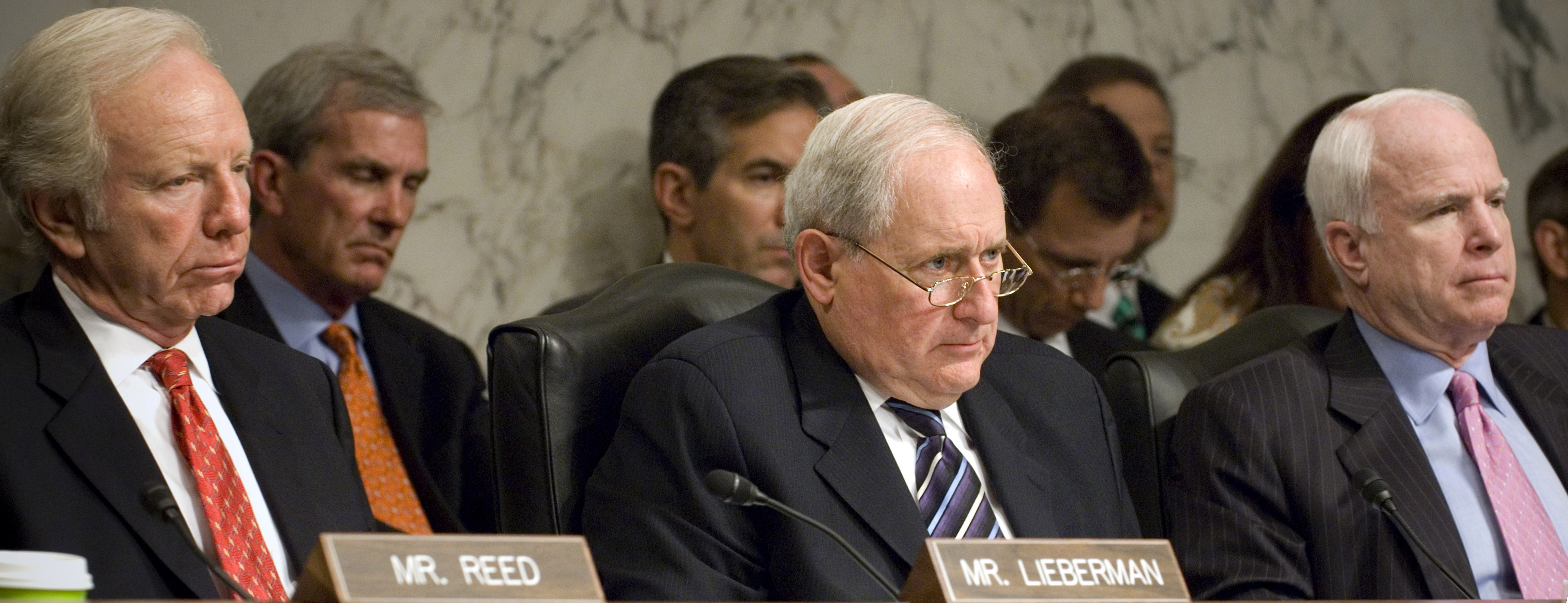
Vào tháng 6 năm 2009, các thượng nghị sĩ của Ủy ban Dịch vụ Vũ trang: Joe Lieberman, Carl Levin (chủ tọa) và John McCain, nghe Bộ trưởng Hải quân Ray Mabus phát biểu khai mạc yêu cầu ngân sách năm tài chính 2010 vào tháng 6 năm 2009.

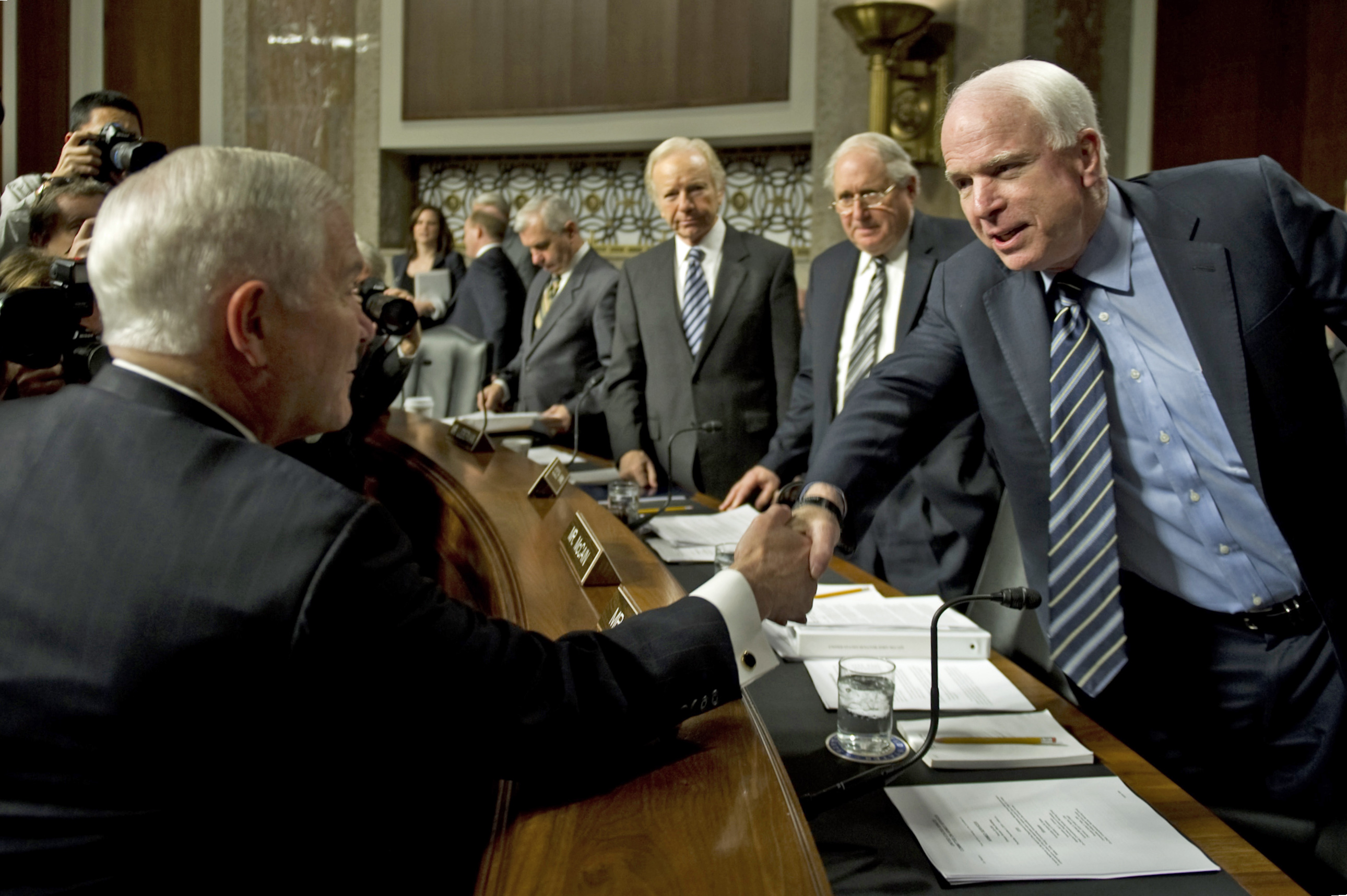
Điều trần liên quan đến "Không hỏi, không nói", Bộ trưởng Quốc phòng Hoa Kỳ Robert M. Gates bắt tay Thành viên Cao cấp, John McCain ngày 2 tháng 12 năm 2010.

Điều trần về tấn công tình dục trong quân đội, ngày 4 tháng 6 năm 2013

Ủy ban Dịch vụ Vũ trang Thượng viện Hoa Kỳ (tiếng Anh: United States Senate Committee on Armed Services) là một ủy ban Thượng viện Hoa Kỳ được trao quyền giám sát lập pháp đối với quân đội quốc gia, bao gồm Bộ Quốc phòng, nghiên cứu và phát triển quân sự, năng lượng hạt nhân (liên quan đến an ninh quốc gia), lợi ích cho các thành viên của quân đội, Hệ thống Dịch vụ Tuyển chọn và các vấn đề khác liên quan đến chính sách quốc phòng. Ủy ban Dịch vụ Vũ trang được thành lập bởi Đạo luật Tái tổ chức Lập pháp năm 1946 sau chiến thắng của Hoa Kỳ trong Chiến tranh Thế giới thứ hai. Đạo luật hợp nhất nhiệm vụ của Ủy ban Các vấn đề Hải quân (thành lập năm 1816) và Ủy ban Các vấn đề Lục quân (cũng được thành lập vào năm 1816).
Được coi là một trong những ủy ban Thượng viện quyền lực nhất, nhiệm vụ rộng rãi của nó cho phép nó báo cáo một số đạo luật mang tính cách mạng nhất trong Chiến tranh Lạnh, bao gồm cả Đạo luật An ninh Quốc gia năm 1947. Ủy ban có xu hướng tiếp cận lưỡng đảng hơn các ủy ban khác, vì nhiều thành viên của ủy ban này trước đây từng phục vụ trong quân đội hoặc có lợi ích quốc phòng lớn ở các bang mà họ ở. Sản phẩm lập pháp thường xuyên của Ủy ban là Đạo luật Ủy quyền Quốc phòng (NDAA), đã được Quốc hội thông qua và ký thành luật hàng năm kể từ năm 1962.
Chủ tịch hiện tại của ủy ban là Jack Reed của Đảng Dân chủ từ Rhode Island, và Thành viên Xếp hạng là Jim Inhofe của Đảng Cộng hòa từ Oklahoma.

## Thành viên của ủy ban trongQuốc hội khóa 117
| Đa số | Thiểu số |
| --- | --- |
| - Jack Reed, Rhode Island, Chủ tịch - Jeanne Shaheen, New Hampshire - Kirsten Gillibrand, New York - Richard Blumenthal, Connecticut - Mazie Hirono, Hawaii - Tim Kaine, Virginia - Angus King, Maine - Elizabeth Warren, Massachusetts - Gary Peters, Michigan - Joe Manchin, Tây Virginia - Tammy Duckworth, Illinois - Jacky Rosen, Nevada - Mark Kelly, Arizona | - Jim Inhofe, Oklahoma, Thành viên Xếp hạng - Roger Wicker, Mississippi - Deb Fischer, Nebraska - Tom Cotton, Arkansas - Mike Rounds, Nam Dakota - Joni Ernst, Iowa - Thom Tillis, Bắc Carolina - Dan Sullivan, Alaska - Kevin Cramer, North Dakota - Rick Scott, Florida - Marsha Blackburn, Tennessee - Josh Hawley, Missouri - Tommy Tuberville, Alabama |

## Chủ tịch Ủy ban

### Ủy ban Các vấn đề Lục quân, 1816–1947
| Chủ tịch | Chủ tịch               | Đảng                        | Tiểu bang      | Nhiệm kỳ  |
| -------- | ---------------------- | --------------------------- | -------------- | --------- |
|          | John Williams          | Dân chủ Cộng hòa            | Tennessee      | 1816–1817 |
|          | George M. Troup        | Dân chủ Cộng hòa            | Georgia        | 1817–1818 |
|          | John Williams          | Dân chủ Cộng hòa            | Tennessee      | 1818–1823 |
|          | Andrew Jackson         | Dân chủ Cộng hòa/Jakcsonian | Tennessee      | 1823–1825 |
|          | William Henry Harrison | Chống Jackson               | Ohio           | 1825–1828 |
|          | Thomas H. Benton       | Jacksonian/Dân chủ          | Missouri       | 1828–1841 |
|          | William Preston        | Whig                        | South Carolina | 1841–1842 |
|          | John J. Crittenden     | Whig                        | Kentucky       | 1842–1845 |
|          | Thomas H. Benton       | Dân chủ                     | Missouri       | 1845–1849 |
|          | Jefferson Davis        | Dân chủ                     | Mississippi    | 1849–1851 |
|          | James Shields          | Dân chủ                     | Illinois       | 1851–1855 |
|          | John Weller            | Dân chủ                     | California     | 1855–1857 |
|          | Jefferson Davis        | Dân chủ                     | Mississippi    | 1857–1861 |
|          | Robert Ward Johnson    | Dân chủ                     | Arkansas       | 1861      |
|          | Henry Wilson           | Cộng hòa                    | Massachusetts  | 1861–1872 |
|          | John A. Logan          | Cộng hòa                    | Illinois       | 1872–1877 |
|          | George E. Spencer      | Cộng hòa                    | Alabama        | 1877–1879 |
|          | Theodore Randolph      | Dân chủ                     | New Jersey     | 1879–1881 |
|          | John A. Logan          | Cộng hòa                    | Illinois       | 1881–1886 |
|          | Joseph R. Hawley       | Cộng hòa                    | Connecticut    | 1887–1893 |
|          | Edward Walthall        | Dân chủ                     | Mississippi    | 1893–1894 |
|          | Joseph R. Hawley       | Cộng hòa                    | Connecticut    | 1894–1905 |
|          | Francis E. Warren      | Cộng hòa                    | Wyoming        | 1905–1911 |
|          | Henry A. du Pont       | Cộng hòa                    | Delaware       | 1911–1913 |
|          | Joseph F. Johnston     | Dân chủ                     | Alabama        | 1913      |
|          | George E. Chamberlain  | Dân chủ                     | Oregon         | 1913–1919 |
|          | James W. Wadsworth Jr. | Cộng hòa                    | New York       | 1919–1927 |
|          | David Reed             | Cộng hòa                    | Pennsylvania   | 1927–1933 |
|          | Morris Sheppard        | Dân chủ                     | Texas          | 1933–1941 |
|          | Robert R. Reynolds     | Dân chủ                     | North Carolina | 1942–1945 |
|          | Elbert Thomas          | Dân chủ                     | Utah           | 1945–1947 |

### Ủy ban Các vấn đề Hải quân, 1816–1947
| Chủ tịch | Chủ tịch          | Đảng               | Tiểu bang     | Nhiệm kỳ  |
| -------- | ----------------- | ------------------ | ------------- | --------- |
|          | Charles Tait      | Dân chủ Cộng hòa   | Georgia       | 1816–1818 |
|          | Nathan Sanford    | Dân chủ Cộng hòa   | New York      | 1818–1819 |
|          | James Pleasants   | Dân chủ Cộng hòa   | Virginia      | 1819–1823 |
|          | James Lloyd       | Liên bang          | Massachusetts | 1823–1825 |
|          | Robert Y. Hayne   | Jacksonian         | Nam Carolina  | 1825–1832 |
|          | George M. Dallas  | Jacksonian         | Pennsylvania  | 1832–1833 |
|          | Samuel Southard   | Chống Jackson      | New Jersey    | 1833–1836 |
|          | William Rives     | Jacksonian/Dân chủ | Virginia      | 1836–1839 |
|          | Reuel Williams    | Dân chủ            | Maine         | 1839–1841 |
|          | Willie P. Mangum  | Whig               | Bắc Carolina  | 1841–1842 |
|          | Richard Bayard    | Whig               | Delaware      | 1842–1845 |
|          | John Fairfield    | Dân chủ            | Maine         | 1845–1847 |
|          | David Yulee       | Dân chủ            | Florida       | 1847–1851 |
|          | William Gwin      | Dân chủ            | California    | 1851–1855 |
|          | Stephen Mallory   | Dân chủ            | Florida       | 1855–1861 |
|          | John R. Thomson   | Dân chủ            | New Jersey    | 1861      |
|          | John Hale         | Cộng hòa           | New Hampshire | 1861–1864 |
|          | James Grimes      | Cộng hòa           | Iowa          | 1864–1870 |
|          | Aaron Cragin      | Cộng hòa           | New Hampshire | 1870–1877 |
|          | Aaron A. Sargent  | Cộng hòa           | California    | 1877–1879 |
|          | John R. McPherson | Dân chủ            | New Jersey    | 1879–1881 |
|          | James D. Cameron  | Cộng hòa           | Pennsylvania  | 1881–1893 |
|          | John R. McPherson | Dân chủ            | New Jersey    | 1893–1895 |
|          | James D. Cameron  | Cộng hòa           | Pennsylvania  | 1895–1897 |
|          | Eugene Hale       | Cộng hòa           | Maine         | 1897–1909 |
|          | George C. Perkins | Cộng hòa           | California    | 1909–1913 |
|          | Benjamin Tillman  | Dân chủ            | Nam Carolina  | 1913–1918 |
|          | Claude A. Swanson | Dân chủ            | Virginia      | 1918–1919 |
|          | Carroll S. Trang  | Cộng hòa           | Vermont       | 1919–1923 |
|          | Frederick Hale    | Cộng hòa           | Maine         | 1923–1933 |
|          | Park Trammell     | Dân chủ            | Florida       | 1933–1937 |
|          | David I. Walsh    | Dân chủ            | Massachusetts | 1937–1947 |

### Ủy ban Dịch vụ Vũ trang, 1947–nay
| Chủ tịch | Chủ tịch             | Đảng     | Tiểu bang     | Nhiệm kỳ  |
| -------- | -------------------- | -------- | ------------- | --------- |
|          | Chan Gurney          | Cộng hòa | Nam Dakota    | 1947–1949 |
|          | Millard E. Tydings   | Dân chủ  | Maryland      | 1949–1951 |
|          | Richard Russell Jr.  | Dân chủ  | Georgia       | 1951–1953 |
|          | Leverett Saltonstall | Cộng hòa | Massachusetts | 1953–1955 |
|          | Richard Russell Jr.  | Dân chủ  | Georgia       | 1955–1969 |
|          | John C. Stennis      | Dân chủ  | Mississippi   | 1969–1981 |
|          | John Tower           | Cộng hòa | Texas         | 1981–1985 |
|          | Barry Goldwater      | Cộng hòa | Arizona       | 1985–1987 |
|          | Sam Nunn             | Dân chủ  | Georgia       | 1987–1995 |
|          | Strom Thurmond       | Cộng hòa | Nam Carolina  | 1995–1999 |
|          | John W. Warner       | Cộng hòa | Virginia      | 1999–2001 |
|          | Carl Levin           | Dân chủ  | Michigan      | 2001      |
|          | John W. Warner       | Cộng hòa | Virginia      | 2001      |
|          | Carl Levin           | Dân chủ  | Michigan      | 2001–2003 |
|          | John W. Warner       | Cộng hòa | Virginia      | 2003–2007 |
|          | Carl Levin           | Dân chủ  | Michigan      | 2007–2015 |
|          | John McCain          | Cộng hòa | Arizona       | 2015–2018 |
|          | James Inhofe         | Cộng hòa | Oklahoma      | 2018–2021 |
|          | Jack Reed            | Dân chủ  | Rhode Island  | 2021–nay  |

## Thao khảo
1. ↑  Steinhauer, Jennifer. "With Chairmanship, McCain Seizes Chance to Reshape Pentagon Agenda", The New York Times (June 9, 2015). Retrieved June 10, 2015.
2. ↑  https://republicans-armedservices.house.gov/ndaa/history-ndaa